# Coldwater (film)
Coldwater è un film del 2013 diretto da Vincent Grashaw.
Film indipendente statunitense con sceneggiatura scritta dal regista Grashaw con Mark Penney.

## Trama
Brad Launders è un adolescente che viene mandato in un riformatorio giovanile situato nel deserto. Brad si ritrova a dover intraprendere una dura lotta per sopravvivere agli altri detenuti e al personale del carcere. Il film è una narrazione immaginaria che utilizza una miriade di casi documentati, rapporti governativi, notizie e interviste, per mostrare ed esplorare la vera realtà che si cela dietro gli abusi istituzionali e della delinquenza minorile.

## Produzione
Grashaw, nativo della California cresciuto nella San Fernando Valley, ma con "nessun legame con l'industria cinematografica", scrisse il primo progetto della sceneggiatura appena dopo aver terminato la scuola superiore nel 1999.  L'idea gli venne anni prima quando un suo amico venne portato via dalla sua casa nel cuore della notte per essere condotto in un riformatorio.  Quando Grashaw lo rivide dopo questa esperienza, he had in Grashaw's words, "lost it."
La sceneggiatura venne inizialmente intitolata 'The Kids of Cristo' e si piazzò al primo posto nella classifica finale del concorso HBO/Miramax Project Greenlight del 2000, un concorso per i filmmaker in difficoltà lanciato da Ben Affleck e Matt Damon dopo il loro successo con Will Hunting - Genio ribelle.
Penney, un espatriato canadese in California alla ricerca di sceneggiatura e recitazione, che partecipò anch'esso al concorso, iniziò a collaborare creativamente con Grashaw.  Grashaw, che divenne infelice circo lo sviluppo della sceneggiatura, descrivendosi come "molto limitato quando si tratta di scrivere", brought Penney aboard in 2003 for a page 1 rewrite.
Rintitolata 'Coldwater', la sceneggiatura doveva diventare un film gi nel 2004 con Ron Perlman e Lucas Black come protagonisti.  Quando il film non venne realizzato, Grashaw dichiarò che la cosa "fu devastante."  Penney e Grashaw continuarono a riscrivere la loro sceneggiatura per quasi un decennio prima che fosse tratto un film da essa.
Il regista ha spesso affermato che "la realizzazione di questo film ha visto più versato sangue che in La passione di Cristo."
Nel frattempo, Grashaw ha prodotto il film indipendente Bellflower.  Il film ottenne successo quando venne premiato al Sundance nel 2011.  Uscito nei cinema in estate, è stato acclamato da critici come Roger Ebert del Chicago Sun-Times.  Subito dopo, Grashaw ha ottenuto finanziamenti indipendenti per Coldwater con un cast di attori sconosciuti.
Il film venne annunciato il 4 giugno 2012.

### Cast
Senza aver mai recitato prima, il ventiquattrenne P.J. Boudousqué venne preso nel ruolo del diciassettenne protagonista Brad Lunders, condotto nel riformatorio di Coldwater all'inizio del film.  Musicista con la passione per i film, Boudousqué si trasferì a Los Angeles da New Orleans dopo l'uragano Katrina e scelse di studiare recitazione.  Aveva quasi rinunciato a fare l'attore quando venne contattato per recitare in Coldwater.   Dopo Coldwater, Boudousqué ottenne ruoli in diversi serie televisive come Pretty Little Liars, American Horror Story e Bones.

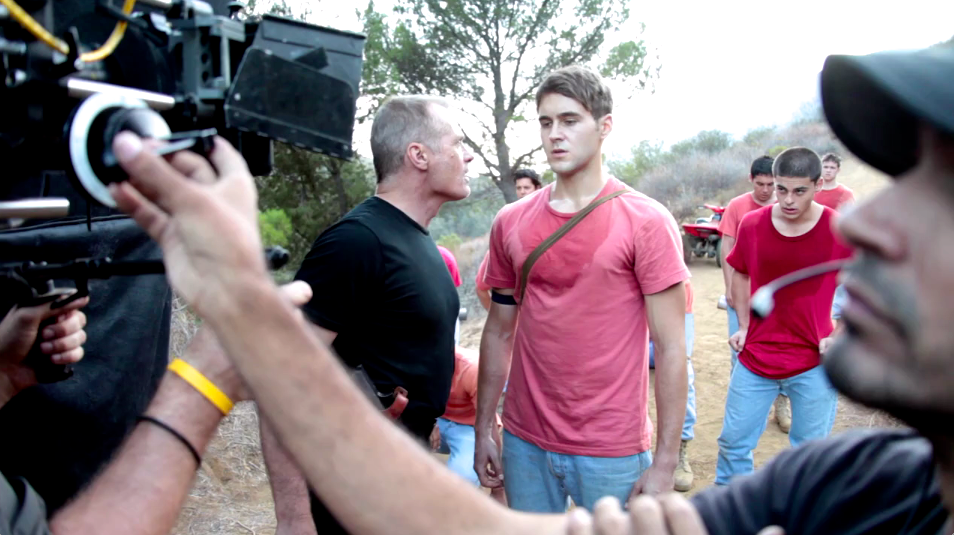
P.J. Boudousqué e James C. Burns nei ruoli di Brad Lunders e del Colonnello Frank Reichert

James C. Burns, meglio conosciuto negli ambienti di videogiochi per l'aver prestato la voce al sergente Frank Woods di Call of Duty, venne preso per il ruolo del colonnello Frank Reichert.  

## Distribuzione
Coldwater fece il suo debutto mondiale al South by Southwest Film Festival di Austin, Texas, nel 2013.
Successivamente venne proiettato in diversi altri festivals, compresi: Champs-Élysées Film Festival di Parigi, Francia; Shanghai International Film Festival in Cina; Galway Film Fleadh in Irlanda; Reykjavík International Film Festival in Islanda; Raindance Film Festival di Londra, Inghilterra; Sitges Film Festival in Spagna; Leiden International Film Festival nei Pesi bassi; American Film Festival in Polonia; Athens Film Festival in Grecia; Fresh Film Festival nella Repubblica Ceca; Tallinn Black Nights Film Festival in Estonia; e negli USA: Little Rock Film Festival in Arkansas; Cinema At The Edge Film Festival in Santa Monica; Indianapolis International Film Festival; Sidewalk Film Festival in Alabama; Boston Film Festival; Las Vegas International Film Festival; California Independent Film Festival.
Il film è stato selezionato appositamente per essere proiettato al 2013 Survivors of Institutional Abuse (SIA) Convention di Washington D.C.
Coldwater venne distribuito negli Stati Uniti, France, e a Toronto, Canada nell'estate 2014.  Venne distribuito nel Regno Unito, Russia, Germania, Polonia, Spagna, Paesi Bassi, Turchia, e Corea del Sud.
Finora il film è stato sottotitolato in più di 20 lingue, tra cui cinese, greco ed ebraico.
Coldwater venne distribuito in DVD negli Stati Uniti nel novembre 2014, e in Blu-ray nel gennaio 2016.   Il film venne distribuito in DVD e in un'edizione speciale Blu-ray in Germania nell'agosto 2014, ed in Francia nel gennaio 2015.  Venne distribuito in DVD in Spagna nel maggio 2017.
Il film venne caricato su Netflix negli Stati Uniti Canada dal 1º aprile 2015 al 1º aprile 2017.

## Accoglienza
Sul sito web aggregatore di recensioni Rotten Tomatoes, il film ha ottenuto una percentuale di approvazione del 62%, basata su 20 recensioni.
Mentre sul sito Metacritic, che usa una media ponderata, ha assegnato alla serie un punteggio medio di 45 su 100, basandosi su 13 critici, indicandone che le "recensioni sono generalmente miste".